# Манготт, Герхард
Герхард Манготт (род. 9 июня 1966, Цамс) — австрийский политолог и эксперт в области Восточной Европы и России.

## Образование
Герхард Манготт посещал гимназию в Ландеке (Тироль). В 1984 году сдал выпускные экзамены на «отлично». С 1984 по 1989 посвятил себя изучению политологии, истории и славистики в Инсбрукском и Зальцбургском университетах. Специализировался в области «Сравнительная политология и политические системы Восточной Европы». В 1989 году получил степень магистра философии в области политологии. В 2001 году получил учёную степень кандидата наук в области политологии. В 2002 году Герхард Манготт стал профессором.

## Карьера
С 1989 по 1991 Герхард Манготт был сотрудником в рамках исследовательского проекта: «Социал-демократия в гетто. Положение социал-демократии в Западной Австрии» по поручению Института им. Карла Реннера в Вене.
С 1991 по 2008 был в качестве референта России и Восточной Европы в Австрийском институте международной политики (АИМП) в Лаксенбурге, а также в Вене.
С 1 июля 2000 Герхард Манготт работал в институте политологии в университете Инсбрука. С 1 марта 2003 Герхард Манготт является университетским профессором политологии в университете Инсбрука. Его главная исследуемая область — международная политика и сравнение государственного строя.
Герхард Манготт является уважаемым экспертом в области государственного строя России и Украины, внешней политики и политики безопасности Соединенных Штатов, контроля вооружения и распространения, а также энергетической надежности.

## Сотрудничества
Герхард Манготт является членом Австрийского общества политологии (АОП), членом Научной комиссии «Лацарсфельд-Геселльшафт» в Вене, членом комитета издателя Австрийского журнала политологии, членом Австрийского общества внешней политики (АОВП), также членом комиссии Австрийского общества европейской политики (АОЕП)